# Forgotten Tomb
A Forgotten Tomb olasz black/doom/gothic metal együttes 1999-ben alakult Piacenzában.

## Története
A zenekart Ferdinando "Herr Morbid" Marchisio alapította egyszemélyes projektként, miután az előző együttese, a "Sacrater" feloszlott. Első kiadványa egy 2000-es EP volt. A 2004-es nagylemezig a zenekart egyedül Herr Morbid alkotta. 2006-ban lemezszerződést kötöttek az Avantgarde Music kiadóval, és a negyedik stúdióalbumukat már ők jelentették meg. Eddig kilenc nagylemezt jelentettek meg.

## Diszkográfia
Stúdióalbumok
- Songs to Leave (2002)
- Springtime Depression (2003)
- Love's Burial Ground (2004)
- Negative Megalomania (2007)
- Under Saturn Retrograde (2011)
- ...And Don't Deliver Us from Evil... (2012)
- Hurt Yourself and the Ones You Love (2015)
- We Owe You Nothing (2017)
- Nihilistic Estrangement (2020)

EP-k
- Obscura Arcana Mortis (2000)
- Deprived (2012)

Egyéb kiadványok
- Tormenting Legends Part I (2003)
- December Songs – A Tribute To Katatonia (Katatonia tribute album, 2006)
- Vol 5: 1999–2009 (válogatáslemez, 2010)
- A Tribute to GG Allin (tribute lemez/split lemez, 2011)
- Darkness in Stereo: Eine Symphonie des Todes – Live in Germany (2014)

## Tagok
- Herr Morbid – basszusgitár (1999–2003), dob (1999–2002), gitár, ének (1999–)
- A. – gitár (2011–)
- Algol – basszusgitár (2003–)
- Asher – dob (2003–)

Korábbi tagok
- Torment – basszusgitár (1999)
- Razor SK – gitár (2003–2011)
- Henrik Nordvargr Björkk – effektek (2004–2008)
- Wudang – gitár (koncerteken)

Ideiglenes tagok
- Wedebrand – dob (2002–2003)
- Henrik Nordvargr Björkk – programozás (2004)